# Тяжесть цепей
«Тяжесть цепей» (англ. The Weight of Chains) — канадский документальный фильм Бориса Малагурского, анализирующий роль, которую сыграли США, НАТО и ЕС в распаде Югославии. Выпущен 17 декабря 2010 года.

## О фильме

### Работа над фильмом
Съёмки начались в 2009 в Канаде с нескольких интервью в Оттаве, Монреале и Торонто. Продолжились они в начале 2010 в США — в Колумбусе, Дейтоне, Нью-Йорке и Вашингтоне, и закончились летом 2010 в Словении — Любляна; Хорватии — Вуковар, Джяково, Ясеноваце, Загреб, Госпич, Книн; БиГ — Сараеве, Требине; Сербии — Белграде, Суботице, Косовской-Митровице, Трепче, Приштине, Ораховце, Призрене и Штрпце. Обработка отснятого материала закончилась в октябре 2010.
Архивные кадры были предоставлены вещателем «Радио и телевидение Сербии».

### Краткое содержание
The Weight Of Chains демонстрирует новый взгляд на участие западных стран в разделении этнических групп в Югославии и утверждает, что война была привнесена извне, в то время когда простые люди хотели мирной жизни. Тем не менее, по мнению автора фильма, радикальные элементы из каждой группы, подталкиваемые иностранными кураторами, оттеснили умеренных, и даже десять лет спустя после последнего конфликта ненависть достаточно сильна, а люди продолжают распространять мифы о том, что произошло в 90-е.
Фильм начинается с краткого изложения истории Югославии, рассказа об идее Югославии и как она воплотилась в жизнь. Как объясняет сам Малагурский, фильм рассказывает о событиях в Югославии времён Второй мировой войны и об образовании СФРЮ. Темп повествования замедляется с момента смерти Тито, и автор переходит к объяснению того, что случилось с экономикой Югославии в 1980-е годы. В частности, упоминается «Директива решений по национальной безопасности Рональда Рейгана № 133» 1984 года, которая определяет интересы США в Югославии, как содействие «тенденциям к рыночно-ориентированной югославской экономической структуре». Затем анализируется роль Национального фонда поддержки демократии в Югославии в связи с образованием партии Г17+. Автор доступно объясняет Приватизацию путём ликвидации, и представляет её как одну из основных причин роста этнической напряженности в конце 80-х и начале 90-х годов, в дальнейшем подпитываемые «Законом о финансировании зарубежных операций 101—513» Джорджа Буша-старшего.
Слободан Милошевич, Франьо Туджман и Алия Изетбегович подвергаются критике. Они описаны как властолюбивые, не заботящиеся о своих народах политики. Внутренние поджигатели войны также не остались незамеченными. Местные СМИ показаны как действенный рычаг, мобилизовавший общественное мнение в пользу конфликта. Затем фильм уточняет, что Запад дипломатически в открытую и в завуалированном виде военизировано поддерживал сепаратистские группировки, провоцируя конфликт, с тем, чтобы НАТО могло выступить в качестве миротворцев в своих интересах. В фильме подробно описано то, чего Запад достиг во всех республиках бывшей Югославии. Фильм включает в себя ранее неизвестные кадры из одной деревни в Боснии, в которой сербы и боснийские мусульмане жили вместе до конца боснийской войны, но были разделены уже в мирное время: сербы в слезах прощались со своими соседями-мусульманами, которые решили всей общиной покинуть родные места.
Часть, посвящённая Косову, охватывает большинство вопросов и историю региона, подробно объясняя, почему началась война в Косове. Фильм рассказывает о битве на Косовом поле, возвращении региона в рамки суверенитета Сербии в 1912 году, преследовании косовских сербов во времена Второй мировой войны и СФРЮ, а также планах албанских ирредентистов по созданию этнически чистой Великой Албании. Затем обсуждаются интересы западных держав в Косове, и почему они решили вмешаться в сепаратистскую войну в 1999 году. В частности, показан случай бомбёжки НАТО сербской сигаретной фабрики (которая после была куплена Phillip Morris), из чего автор заключает, что целью войны было экономически закабалить страну.
Этот фильм также показывает и позитивные моменты, которые люди пережили в этой страшной войне — взаимопомощь людей, независимо от их этнического происхождения, храбрость и самопожертвование. Например, рассказ вдовы Йосипа Кира (бывшего начальника полиции Осиека, Хорватия) Ядранки Кир о том, как её муж пытался разрешить этнические вопросы в 1991 году мирным путём. Или рассказ вдовы Милана Левара, Весны Левар о борьбе её мужа за разоблачение политики этнической чистки в его родном Госпиче, где хорватские силы убили десятки гражданских лиц сербского происхождения. Другая история проявления героизма — о молодом сербе по имени Срджан Алексич, чей отец рассказывает о том, как его сын спас мусульманина от неминуемой смерти.
После обсуждения войн 90-х, фильм рассматривает послевоенные события. Как политика МВФ и Всемирного Банка повлияла на вновь созданные государства бывшей Югославии. Кроме того, ЕС представлен в негативном ключе. Теория, которую выводит автор, заключается в том, что восточноевропейские государства никогда не рассматривались равноправными партнёрами западных. Скорее как рынки для западных промтоваров и источник дешёвой рабсилы. Способ, которым долг стран бывшей Югославии изменился с 1990 по 2010 год, наглядно изображается в сопровождении откровений о том, сколько денег каждый гражданин бывшей Югославии должен был бы выплатить, чтобы его страна освободилась от задолженностей.
Послание фильма — это напоминание о негативных последствиях глобализации и призыв к народам бывшей Югославии прекратить ссориться между собой и осознать, почему их бывшая единая страна действительно распалась, в чью пользу, и что происходит там по сей день.